# 龍造寺四天王
龍造寺四天王（日语：／ Ryūzōjishitennō）是日本戰國時代的肥前國戰國大名龍造寺隆信配下的武將中，武勇優秀的4人。在史料中，亦被稱為「隆信（公）四天王」。
關於龍造寺氏，有多個史料記載，特別是龍造寺氏的支配權、家臣團、以及佐賀藩的公人的記錄中，亦有記錄名字，因此被認為是18世紀初寫成。關於成員，顧名思義，「四天王」就是4個武將，不過因為資料稍有不同，被稱為「四天王」的武將合計有5人。而類似的亦有「四本槍」或「四天王之槍柱」，不過是從「龍造寺隆信的旗本」中選出，比四天王的定義更為狹窄。

## 成員
由於在不同史料中稍有不同，下面記述的資料和成員是根據史料的寫成年代排列。另外，亦列出「四本槍」的成員。而史料的寫成年代亦有諸種説法。
| 年                 | 史料                   | 名稱           | 1              | 2            | 3              | 4                |
| ------------------ | ---------------------- | -------------- | -------------- | ------------ | -------------- | ---------------- |
| 慶安3年（1650年）  | 成松遠江守信勝戰功略記 | 龍造寺之四天王 | （成松）遠江守 | 百武志摩守   | 木下四郎兵衛尉 | 江里口藤七兵衛尉 |
| 元祿13年（1700年） | 九州記                 | 四本槍         | 成松遠江       | 百武志摩     | 圓城寺美濃     | 江里口藤七兵衛   |
| 正德2年（1712年）  | 陰德太平記             | 四天王之槍柱   | 成松遠江守     | 百武志摩守   | 圓成寺美濃守   | 江里口藤七兵衛   |
| 享保元年（1716年） | 葉隱                   | 四天王         | 百武志摩守     | 木下四郎兵衛 | 成松遠江守     | 江里口藤七兵衛   |
| 享保5年（1720年）  | 九州治亂記（北肥戰誌） | 隆信四天王     | 成松遠江守     | 百武志摩守   | 木下四郎兵衛   | 江里口藤七兵衛   |
| 享保9年（1724年）  | 燒殘反故               | 隆信公四天王   | 百武志摩守     | 成松遠江守   | 木下四郎兵衛   | 圓城寺美濃守     |

由此可見，被列為成員的有成松信勝（遠江守）、百武賢兼（志摩守）、木下昌直（四郎兵衛尉）、江里口信常（藤七兵衛尉）、圓城寺信胤（美濃守），合計5人。成松、百武、木下都被不同史料記述為四天王，只有江里口、圓城寺不同。
其中，除了木下的另外4人是被稱為「四本槍」、「旗本中四天王之槍柱」的龍造寺隆信旗本（直參）家臣，全都與隆信一同於天正12年（1584年）的沖田畷之戰中戰死。另外，與「四本槍」並稱的是「三法師」，包括高木泰榮、馬渡賢齋、成富源意。另一方面，木下雖然是龍造寺家臣，不過是在重臣鍋島直茂配下，亦有參與沖田畷之戰，不過與直茂同樣在戰後生還。末裔成為佐賀藩士。